# Aporostylis bifolia
Aporostylis es un género de orquídeas (familia Orchidaceae) perteneciente a la subfamilia Orchidoideae. Su única especie es Aporostylis bifolia (Hook.f.) Rupp & Hatch. Aporostylis bifolia es el tipo de especie y la única especie del género Aporostylis.

## Etimología
El nombre de este género proviene de griego aporema, la duda, y stylos, columna, refiriéndose a la columna de sus flores, porque tiene características tanto de Caladenia, como de Chiloglottis. El nombre específico es una referencia al hecho de que esta es la única especie de todo la subtribu en tener dos hojas por tallo.

## Distribución y hábitat
Es nativa  de Nueva Zelanda, Islas Auckland, Isla Campbell, la isla Stewart, Islas Chatham, Islas Antípodas y la Isla Bacalao, donde forman grandes colonias en una gran variedad de entornos, tanto en zonas de alta montaña como en las zonas costeras, por lo general se producen en lugares muy húmedos y cubiertos de musgo, rodeado por capas de hojas en descomposición en el suelo de los bosques mixtos y de sus márgenes y claros, y en medio de matorrales a lo largo de las playas. El cultivo de la planta es muy difícil, pues terminan  muriendo después de un corto período de tiempo.

## Descripción
Aporostylis bifolia es una planta perenne que está cubierta con pubescencia glandular, tiene pequeñas raíces de tubérculos ovoides, produciendo tallos cortos, en posición vertical, no ramificada, con dos hojas basales membranosas de diferentes tamaños, con marcas rojas e inflorescencia terminal con sólo una o dos flores retorcidas de colores discretos y segmentos libres. El sépalo dorsal es mucho más ancho que el otro, más bien cóncavo y registrado en la columna, los pétalos son similares a los sépalos laterales.  El labio es mucho mayor que los demás segmentos, sencillo, con dos líneas centrales irregulares a lo largo de su tercio basal. La columna vertebral se curva y es delicada,  con antera terminal y cuatro polinias.  Se trata posiblemente de una especie  polinizada por los insectos.

## Taxonomía
Aporostylis bifolia fue descrita por Rupp & Hatch  y publicado en Proceedings of the Linnean Society of New South Wales 70: 61. 1946.
Sinonimia
- Caladenia bifolia Hook.f. (1853).
- Chiloglottis bifolia (Hook.f.) Schltr. (1911).
- Chiloglottis traversii F.Muell. (1864), nom. inval.
- Caladenia macrophylla Colenso (1894 publ. 1895), nom. illeg.[7]